# هیو لاتیمر درایدن
هیو لاتیمر درایدن (انگلیسی: Hugh Latimer Dryden؛ ۲ ژوئیه ۱۸۹۸ – ۲ دسامبر ۱۹۶۵ (۶۷ سال)) یک دانشمند در زمینه مکانیک پرواز اهل ایالات متحده آمریکا بود. وی بین سال ۱۹۵۸ میلادی تا زمان مرگش در سال ۱۹۶۵ میلادی مسئولیت معاون مدیر کل ناسا را بر عهده داشت.